# ナイン・ネットワーク
Nine Network（ナイン・ネットワーク）は、シドニーに本拠を置くオーストラリアの民間テレビネットワーク。オーストラリアの大手メディア企業PBL（Publishing & Broadcasting Limited）の一部門である。PBLの傘下には有料の衛星テレビチャンネルやケーブルテレビ局（この2事業はニューズコーポレーションとの共同事業）、出版社、またメルボルンとパースのカジノなどがある。

## 概要
1956年にシドニーとメルボルンでテレビ放送を開始した。1963年に主要都市を結ぶネットワークを完成、ナショナルテレビジョンネットワークとなった。現在のチャンネル9との名称は1974年から用いている。
テレビ放送における視聴率争いで2000年以来、トップを走り続けている。（占有率でチャンネル9は29%前後、ライバルのチャンネル7は27%前後。出典:2005年度のオーストラリア国内でのテレビ局別占有率）。スポーツでは2024年パリから32年ブリスベン五輪、ラグビーの国内リーグ、ナショナルラグビーリーグ、全豪オープンの地上波独占中継権。ゴルフの全英オープン、全米オープン。また、世界でも屈指の選手層を誇る水泳の豪州選手権の放映権を持つ。
2006年にメルボルンで開催されたコモンウェルスゲームズではホスト制作局を務めた。日韓ワールドカップまではFIFAワールドカップも放映していた（2006年からは国営のSBSが放映）。ニュース番組でもトップをひた走り、ドラマやコメディ番組では『CSI:科学捜査班』や『WITHOUT A TRACE/FBI 失踪者を追え!』といった米制作の番組が人気を集めている。『テスト・ザ・ネイション』や『サバイバー』、『フー・ウォンツ・トゥ・ビー・ア・ミリオネア』のオーストラリア版もこの局が制作している。

## Nine.com.au
マイクロソフトとPBLが50%ずつ出資し、1997年からオーストラリア版のMSNを提供している。Mozilla Firefoxのブラウザでは閲覧できない。同様にライバルのチャンネル7もYahoo!と共同でYahoo!7を運営している。